# Tim Hutchinson (Szenenbildner)
Tim Hutchinson (* 9. Oktober 1946 in England) ist ein britischer Szenenbildner und Artdirector.

## Leben
Hutchinson begann seine Karriere im Filmstab 1965 als Technischer Zeichner bei den Dreharbeiten zu David Leans Doktor Schiwago. Schnell stieg er zum Szenenbildner auf, wenngleich er dabei über mehrere Jahre zumeist ohne Namensnennung im Abspann blieb. 1976 arbeitete er erstmals als Artdirector, in dieser Tätigkeit arbeitete er unter anderem an John Boormans Excalibur sowie Blake Edwards’ Der rosarote Panther wird gejagt und Der Fluch des rosaroten Panthers.
1983 war er für Edwards’ Verwechslungskomödie Victor/Victoria zusammen mit Rodger Maus, William Craig Smith und Harry Cordwell für den Oscar in der Kategorie bestes Szenenbild nominiert, die Auszeichnung ging in diesem Jahr jedoch an Gandhi.
Hutchinson war zunächst fast ausschließlich für den Film tätig, ab Mitte der 1990er Jahre arbeitete er vermehrt für das Fernsehen. Für sein Wirken an der BBC-Miniserie The Hanging Gale war er 1996 für den British Academy Television Award nominiert.
Auch sein Vater William Hutchinson war ein Oscar-nominierter Szenenbildner.

## Filmografie (Auswahl)
- 1965: Doktor Schiwago (Doctor Zhivago)
- 1967: Das dreckige Dutzend (The Dirty Dozen)
- 1970: Die Gräfin und ihr Oberst (The Adventures of Gerard)
- 1974: James Bond 007 – Der Mann mit dem goldenen Colt (The Man with the Golden Gun)
- 1975: Tommy
- 1981: Excalibur
- 1982: Der rosarote Panther wird gejagt (Trail of the Pink Panther)
- 1982: Victor/Victoria
- 1983: Der Fluch des rosaroten Panthers (Curse of the Pink Panther)
- 1983: Dotterbart (Yellowbeard)
- 1986: Highlander – Es kann nur einen geben (Highlander)
- 1987: Das vierte Protokoll (The Fourth Protocol)
- 1988: Willow
- 1989: Great Balls of Fire – Jerry Lee Lewis – Ein Leben für den Rock’n’Roll (Great Balls of Fire!)
- 1991: Unter Verdacht (Under Suspicion)
- 1994: MacGyver – Endstation Hölle (MacGyver: Trail to Doomsday)

## Auszeichnungen (Auswahl)
- 1983: Oscar-Nominierung in der Kategorie bestes Szenenbild für Victor/Victoria